# Gare de Saint-Aubin-sur-Scie
Pour les articles homonymes, voir Gare de Saint-Aubin.
La gare de Saint-Aubin-sur-Scie est une gare ferroviaire française de la ligne de Malaunay - Le Houlme à Dieppe, située sur le territoire de la commune de Saint-Aubin-sur-Scie, dans le département de la Seine-Maritime, en région Normandie.
C'est une halte de la Société nationale des chemins de fer français, desservie par des trains TER Normandie.

## Situation ferroviaire
Établie à 20,985 mètres d'altitude, la gare de Saint-Aubin-sur-Scie est située au point kilométrique (PK) 193,387 de la ligne de Malaunay - Le Houlme à Dieppe (portion à voie unique), entre les gares ouvertes de Longueville-sur-Scie et de Dieppe ; s'intercalent, de part et d'autre de Saint-Aubin-sur-Scie, les gares fermées d'Anneville-sur-Scie et de Petit-Appeville.

## Histoire
En 2015, la SNCF estime la fréquentation annuelle à 21 370 voyageurs.

## Service des voyageurs

### Accueil
Halte SNCF, c'est un point d'arrêt non géré (PANG). Elle est équipée d'automates pour l'achat de titres de transport.

### Desserte
Saint-Aubin-sur-Scie est desservie par les trains TER Normandie (relation de Rouen-Rive-Droite à Dieppe).

### Intermodalité
Un parking est aménagé à ses abords.